# Fossilworks
Fossilworks este un portal care oferă instrumente de interogare, descărcare și analiză pentru a facilita accesul la Paleobiology Database, o bază de date relațională mare asamblată de sute de paleontologi din întreaga lume.

## Istorie
Fossilworks a fost creat în 2013 de John Alroy și este găzduit la Universitatea Macquarie. Acesta conține multe instrumente de analiză și vizualizare a datelor incluse anterior în baza de date paleobiologie.